# Sega Mega Drive Ultimate Collection
Sega Mega Drive Ultimate Collection (Sonic's Ultimate Genesis Collection i Nordamerika) är en samling datorspel utvecklat Backbone Entertainment till Xbox 360 och Playstation 3. Samlingen innehåller 49 Sega-spel som tidigare släppts till Sega Mega Drive, Sega Master System och som arkadspel.

## Spel
Sega Mega Drive-spel (40 total)
| - Alex Kidd in the Enchanted Castle - Alien Storm - Altered Beast - Beyond Oasis - Bonanza Bros. - Columns - Comix Zone - Decap Attack - Dr. Robotnik's Mean Bean Machine - Dynamite Headdy - ESWAT: City Under Siege - Ecco the Dolphin - Ecco: The Tides of Time - Fatal Labyrinth - Flicky - Gain Ground - Golden Axe - Golden Axe II - Golden Axe III - Kid Chameleon | - Phantasy Star II - Phantasy Star III - Phantasy Star IV - Ristar - Shining Force - Shining Force II: Ancient Sealing - Shining in the Darkness - Shinobi III: Return of the Ninja Master - Sonic & Knuckles - Sonic 3D Blast - Sonic Spinball - Sonic the Hedgehog - Sonic the Hedgehog 2 - Sonic the Hedgehog 3 - Streets of Rage - Streets of Rage 2 - Streets of Rage 3 - Super Thunder Blade - Vectorman - Vectorman 2 |

Upplåsbara extraspel
| - Alien Syndrome (Arkad) - Altered Beast (Arkad) - Congo Bongo (Arkad) - Fantasy Zone (Arkad) - Golden Axe Warrior (Sega Master System) | - Phantasy Star (Sega Master System) - Shinobi (Arkad) - Space Harrier (Arkad) - Zaxxon (Arkad) |

Samlingen innehåller också intervjuer med spelutvecklarna.

### Fotnoter
1. ↑  AUS release dates Arkiverad 25 januari 2009 hämtat från the Wayback Machine.
2. ↑  EU release date